# 涡河
涡河是淮河中游左岸一条支流，古作“濄水”。南北朝东魏时改为“涡水”，明朝万历四十四年（1616年）又改“涡水”为“涡河”。现为淮河第二大支流，河道全长421公里，流域面积15905平方公里。

## 概况
由于受黄河南泛侵扰，涡河上游河道屡有变迁。1938年花园口决口后，涡河于今河南省开封县西姜寨乡郭厂村接贾鲁河黄泛之水，而贾鲁河主流于郭厂西北改道向南。花园口复堤后，涡河于郭厂处是无水之源。20世纪50年代系统治理黄泛区理顺水系后即确定以郭厂为涡河之源。涡河东南流经通许县、太康县、柘城县和鹿邑县后进入安徽省，在安徽省亳州市西北的二河口左汇涡河最大支流惠济河，继续东南流经亳州市区、涡阳县、蒙城县，最后于怀远县县城注入淮河。亳州市以下可通航。河南省鹿邑县涡河通航工作尚处于准备阶段。

## 流域概况
涡河流域北起废黄河南堤，右与颍河、西淝河、芡河流域为邻，左与黄河、废黄河南堤、濉河、北淝河流域接壤，地跨河南、安徽两省。流域地形平缓呈狭长扇形，从河源至河口总落差仅59米，平均坡降为1/6500。涡河支流众多，包括铁底河、惠济河、大沙河、赵王河、油河和武家河等。流域年均降水量600～900毫米。流域内水旱灾害频发。